# Ytalo José Oliveira dos Santos
Ytalo José Oliveira dos Santos, meglio conosciuto come Ytalo (Maceió, 12 gennaio 1988), è un calciatore brasiliano, attaccante del Remo.

## Carriera

### Club
Durante la sua carriera ha giocato con varie squadre di club, tra cui il Marítimo. Dopo essere stato acquistato dall'Internacional, il 24 febbraio 2011 viene ceduto in prestito al Mogi Mirim.

## Palmarès

### Club

#### Competizioni statali
- Campionato Gaúcho: 3

Internacional: 2009, 2011, 2012
- Copa FGF: 2

Internacional: 2009, 2010

#### Competizioni internazionali
- Coppa Suruga Bank: 1

Internacional: 2009
- Coppa Libertadores: 1

Internacional: 2010